# کاری دیزن
کاری دیزن (انگلیسی: Kari Diesen; ۲۴ ژوئن ۱۹۱۴ – ۱۸ مارس ۱۹۸۷) هنرپیشه، و خواننده اهل نروژ بود.